# Haus Nesselrath

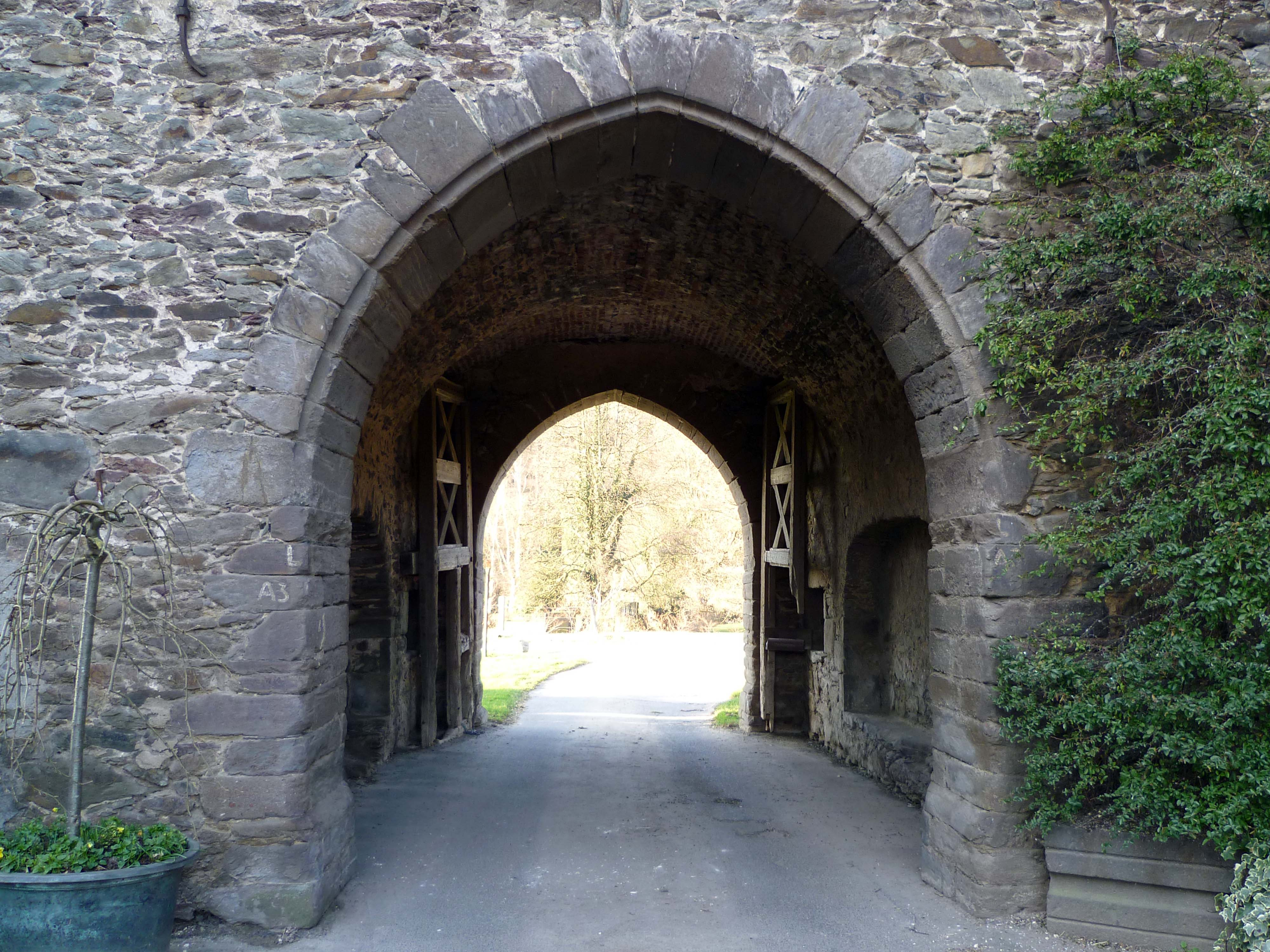
Burgtor von innen mit alten Flügeltüren

Haus Nesselrath (auch Haus Nesselrode oder Gut Nesselrath) ist ein mittelalterlicher Rittersitz und heutiges Hofgut am Ufer der Wupper in Leichlingen (Rheinland) (Nordrhein-Westfalen). Die Burganlage ist heute Teil eines landwirtschaftlichen Betriebs.

## Lage und Beschreibung
Haus Nesselrath liegt im Tal der Wupper nördlich des Leichlinger Zentrums in der naturräumlichen Einheit Unteres Wuppertal. Der nahe Fluss bildet die Stadtgrenze zu Solingen.
Nachbarorte sind Nesselrath, Leysiefen, Kradenpuhl, Diepenbroich, Oberschmitte, Bennert und Hohlenweg auf Leichlinger Stadtgebiet diesseits der Wupper und Haasenmühle, Wipperkotten, Wippe und Wipperaue auf der anderen Flussseite auf Solinger Stadtgebiet.

## Geschichte
Erstmals urkundlich erwähnt wird Haus Nesselrath im Jahre 1303 als Lehen der Abtei Deutz. In den Urkunden wird die Burg sowohl Nesselrath, als auch Nesselrode genannt. Beide Endsilben sind Toponyme für Rodung. Die ursprünglich zweiteilige Wasserburg wurde um 1300 von der bergischen Ministerialadelsfamilie Nesselrode erbaut und bewohnt. 1511 erwarb die Adelsfamilie Ketteler den Rittersitz und baute die Burg 1536 grundlegend um. Aus dieser Zeit sind ein Teil der Vorburg mit einem zweigeschossigen Torhaus aus Bruchstein, spitzbogiger Durchfahrt, Fachwerk im Giebel und Kreuzstock im Fenster sowie Teile der Ringmauer erhalten.
Die Karte Topographia Ducatus Montani aus dem Jahre 1715 zeigt einen Adelssitz unter dem Namen Nesselrodt. Im 18. Jahrhundert gehörte der Wohnplatz zum Kirchspiel Leichlingen im bergischen Amt Miselohe. Die Topographische Aufnahme der Rheinlande von 1824 und die Preußische Uraufnahme von 1844 verzeichnen den Ort als Haus bzw. Schloss Nesselrath.
1815/16 lebten 50 Einwohner in der Burganlage. 1832 gehörte Haus Nesselrath der Bürgermeisterei Leichlingen an. Der laut der Statistik und Topographie des Regierungsbezirks Düsseldorf als Rittergut kategorisierte Ort besaß zu dieser Zeit zwei Wohnhäuser und vier landwirtschaftliche Gebäude. Zu dieser Zeit lebten 20 Einwohner im Ort, allesamt katholischen Glaubens.
Nach einem Umbau zu einem Schloss brannte das Anwesen 1847 nieder und wurde 1850 abgerissen. Nur Teile der Vorburg blieben erhalten.
Im Gemeindelexikon für die Provinz Rheinland werden 1885 zwei Wohnhäuser mit 23 Einwohnern angegeben. 1895 besitzt der Ort zwei Wohnhäuser mit 24 Einwohnern, 1905 zwei Wohnhäuser und 19 Einwohner.